# Gillerskärssund
Gillerskärssund är ett sund i Finland. Det ligger i kommunen Korsholm i landskapet Österbotten, i den västra delen av landet, 400 km nordväst om huvudstaden Helsingfors.
Gillerskärssund löper mellan den södra delen av ön Replot i väster och öarna Mjöskäret och Skogsskäret i öster. I norr ansluter det till Grötskärsfjärden och i söder övergår den i Harrgrundshålet vid Prästgrund.